# Любовница смерти
«Любовница смерти» (декадентский детектив) — книга Бориса Акунина из серии «Приключения Эраста Фандорина».
Акунин задумал серию «Приключения Эраста Фандорина» как краткое изложение всех жанров детектива, каждый роман представлял собой новый жанр. В данном детективе речь идёт о странном желании людей покончить с собой.
Сюжет «Любовницы» происходит параллельно действиям «Любовника смерти».

## Сюжет
В Москве открывается клуб «Любовников Смерти» — сообщество, члены которого один за другим добровольно сводят счёты с жизнью. Участники клуба уверены, что земная жизнь послана им в наказание. И хотя мучение это временное, его нельзя прерывать самовольно, не увидев знак, поданный Смертью. Каждый из них с нетерпением ожидает этого знамения, а встретив его, немедленно кончает с собой, оставляя предсмертную записку в стихотворной форме.
Провинциалка Маша Миронова, приехавшая в Москву к своему возлюбленному, принимает его приглашение присоединиться к тайному сообществу. Теперь она не Маша, а загадочная Коломбина, она начинает одеваться декадентски и заводит себе ужа в качестве домашнего питомца. Вскоре среди членов клуба появляется и Эраст Фандорин, который намерен положить конец череде самоубийств (участники собраний не знают о его планах). Кроме Эраста Петровича, взявшего псевдоним принц Гэндзи, в запутанном клубке самоубийств пытаются разобраться и корреспонденты местных газет, и сотрудники жандармского управления. У каждого из них свои взгляды на происходящее. Ситуация осложняется, происходят самоубийства за самоубийством, причём каждое из них окутано мистикой, странности творятся с членами клуба не только наяву, но и во сне… Немногие выйдут победителями из игры со смертью…
Сюжет книги разворачивается параллельно с другим романом Бориса Акунина - "Любовник смерти". Цикличность сюжета можно проследить как в названиях романов, так и в их отдельных отрывках - в части, когда Коломбина встречается с Фандориным в кафе (героиня заметила, что за ней наблюдает молодой человек с золотым зубом, а также в финале книги. 

## Литературные отсылки
Сюжет книги напоминает сюжет «Клуба самоубийц» Стивенсона. В романе присутствует сравнение Фандорина-Гэндзи со стивенсоновским принцем Флоризелем, который также внедряется в Клуб самоубийц в качестве одного из его членов с целью разоблачить его («…и в самом деле был удивительно похож на принца, ну если не японского, то европейского, как у Стивенсона»).